# Tihua
El pueblo tihua —cuyo gentilicio también se escribe tiwa y tigua— son una nación indígena tanoana que pertenece al grupo conocido como indios pueblo. Emigraron desde Nuevo México a Paso del Norte durante la revuelta de 1680. Aunque el área del conflicto fue reconquistada, los tihuas permanecen hasta la fecha en la zona de El Paso, Texas. Siendo descendientes de los pueblo, es posible que estén relacionados con los anasazi. 
Los tihuas hablan el idioma tihua (aunque algunos también hablan castellano y/o inglés) y se dividen en el grupo tihua del norte, como los del Pueblo de Taos y los de Pueblo de Picurís y el grupo tihua del sur, en el Pueblo de Isleta y el Pueblo de Sandía, cerca de lo que actualmente es Albuquerque, y en las cercanías de El Paso.

## Nombre
Tihua o tigua es el nombre en castellano para esta etnia. El término español también se utiliza en algunos escritos en inglés, aunque prevalece la versión anglicada de tiwa en el mundo académico.

## Historia
Los tihua se mencionan por primera vez por los escritos de Francisco Vázquez de Coronado en el año 1541 al referirse a un pueblo de los indios pueblo como Tigua y Tiguex, aunque probablemente se tratara de Kuaua o Puaray. Coronado peleó contra doce de los pueblos Tiguex del Sur cerca de Albuquerque, lo cual junto con las enfermedades que trajeron los españoles, llevaron al abandono de algunas de las villas.
En febrero de 1583, el mercader Antonio de Espejo llegó al río Grande hasta Tiguex (Kuaua) y Puaray (según detalla el propio Espejo).